# Osmia calcarata
Osmia calcarata là một loài Hymenoptera trong họ Megachilidae. Loài này được White mô tả khoa học năm 1952.